# C·J·沃克女士
C·J·沃克女士（Madam C. J. Walker，原名Sarah Breedlove，即莎拉·布里德洛夫；1867年12月23日—1919年5月25日）是一位非裔美国企业家、慈善家、政治和社会活动家。她是《吉尼斯世界纪录》上，美国第一位白手起家的女性百万富翁。多个消息来源提到，尽管其他女性（如玛丽·艾伦·普莱森特）也有可能是第一个，但她们的财富并没有被充分记录。
沃克创立了C·J·沃克女士制造公司，为黑人女性开发和营销一系列化妆品和护发产品，并因此而致富。她还因慈善事业和激进主义而闻名。她向全国有色人种协进会等众多组织捐款，并成为艺术赞助人。沃克在纽约州欧文顿的豪华庄园勒瓦罗别墅，是非裔美国人社区的社交聚会场所。在她去世时，她被认为是最富有的非裔美国女商人，及美国最富有的白手起家的黑人女性。她名字的全称是“查尔斯·约瑟夫·沃克夫人”（Mrs. Charles Joseph Walker），是以其第三任丈夫的名字命名的。

## 早年生活
1867年12月23日，莎拉·布里德洛夫出生于路易斯安那州德尔塔附近。她的父亲是欧文·布里德洛夫（Owen Breedlove），母亲是米勒娃（·安德森）·布里德洛夫（Minerva (Anderson) Breedlove）。她有一个姐姐卢维尼亚（Louvenia），还有四个兄弟：亚历山大（Alexander）、詹姆斯（James）、所罗门（Solomon）和小欧文（Owen Jr.）。他们家的奴隶主罗伯特·W·伯尼（Robert W. Burney）主要为欧洲血统，她的哥哥姐姐都在麦迪逊教区的种植园里当奴隶。亚伯拉罕·林肯总统签署《解放奴隶宣言》后，莎拉成为家里第一个出生即自由的孩子。她母亲于1872年去世，死因可能是霍乱（一种流行病，随密西西比河上的乘客沿河而上，于1873年到达田纳西州及相关地区）。她父亲再婚，但在一年之后便去世。
莎拉在七岁时成为孤儿。她10岁时搬到了密西西比州维克斯堡，与姐姐卢维尼亚和姐夫杰西·鲍威尔（Jesse Powell）共同生活。她从小就开始做家庭佣工。“当我的生活开始时，我几乎没有机会，从七岁起就成为孤儿，没有父母。”她经常回忆道。她还回忆说，她只接受过三个月的正规教育，是她早年在教堂的主日学校参加的扫盲课学习。

## 个人生活

### 婚姻与家庭
1882年，莎拉14岁，她为了躲避姐夫杰西·鲍威尔（Jesse Powell）的虐待，与摩西·麦克威廉姆斯（Moses McWilliams，年龄不详）结婚。莎拉和摩西育有一女，名叫阿莱莉亚（A'Lelia），出生于1885年6月6日。1887年摩西去世时，莎拉是二十岁，而阿莱莉亚只有两岁。莎拉于1894年再婚，但在1903年左右离开了其第二任丈夫约翰·戴维斯（John Davis）。
1906年1月，莎拉又与查尔斯·约瑟夫·沃克（Charles Joseph Walker）结婚。查尔斯是报纸广告推销员，他们是在密苏里州圣路易斯相识的。此次婚姻之后，她就成为了C·J·沃克女士。他们于1912年离婚；查尔斯于1926年去世。莱莉娅·麦克威廉姆斯改姓了她继父的姓，成为了阿莱莉亚·沃克。

### 宗教信仰
沃克是基督徒。她的基督教信仰对其慈善事业产生了重大影响。

## 职业生涯

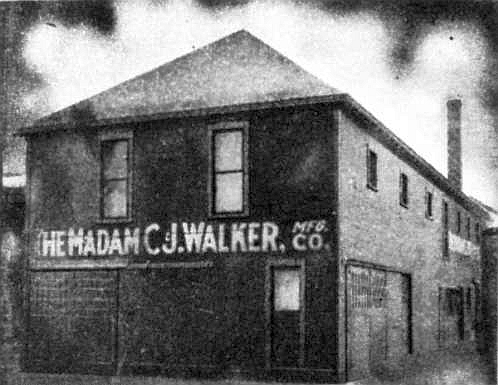
C·J·沃克制造公司，印第安纳州印第安纳波利斯，1911年

1888年，她和女儿搬到了圣路易斯，她有三个兄弟也住在那里。莎拉找到了一份洗衣女工的工作，每天的收入将将超过一美元。她决心多赚钱，以便让女儿能够接受正规教育。1880年代，她所住的社区是发展出拉格泰姆音乐的地方；她在圣保罗非洲卫理公会圣公会教堂唱歌，当她在教堂里看到妇女社区时，她开始向往受过教育的生活。
由于皮肤病，以及使用刺激性产品清洁头发和清洗衣物，莎拉有严重的头皮屑和其它头皮疾病，包括谢顶。导致她脱发的其它因素还包括不良饮食、疾病，以及不经常洗澡和洗头，这是因为当时大多数美国人家里都没有上下水、中央供暖和电力。

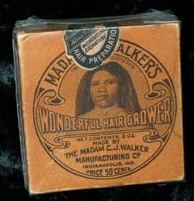
印第安纳波利斯儿童博物馆永久收藏的C·J·沃克女士奇妙生发器（Wonderful Hair Grower）

最初，莎拉从她在圣路易斯当理发师的兄弟那里，学到了护发知识。在路易斯安那采购博览会（1904年圣路易斯世界博览会）期间，她成为了佣金代理人，为安妮·坦博·马龙销售产品。马龙是非裔美国护发企业家、百万富翁，波罗公司（Poro Company）的所有者。她们在博览会上的销售很不理想，因为没什么人关心非裔美国人社区。
在为马龙（后成为沃克在护发行业最大的竞争对手）工作期间，莎拉开始吸收新知识，并开发自己的产品线。1905年7月，37岁的莎拉带着女儿搬到了科罗拉多州丹佛，并在那里继续为马龙销售产品，同时也开展自己的护发业务。安妮·马龙和莎拉之间爆发了一场争吵，因为马龙指责莎拉偷了她的配方，这是一种已经使用了一百年的凡士林和硫磺的混合物。
1906年与查尔斯·沃克（Charles Walker）结婚后，莎拉成为了C·J·沃克女士。她将自己定位为独立美发师和美容霜零售商。（“女士”取自法国美容行业的女性先驱。）她丈夫也是其商业伙伴，为广告和促销提供建议；莎拉挨家挨户推销产品，教其他黑人女性如何打理头发和设计发型。
1906年，沃克让女儿负责丹佛的邮购业务，而她和丈夫则前往美国南部和东部拓展业务。1908年，沃克和丈夫搬到了宾夕法尼亚州匹兹堡，在那里开设了一家美容院，并成立了莱莉亚学院（Lelia College）来培训“美发师”。作为黑人女性经济独立的倡导者，她为获得丰厚佣金的全国授权销售代理网络，在“沃克系统”（Walker System）中开设了培训计划（Michaels，PhD. 2015）。
1907年，沃克关闭了丹佛的公司，阿莱莉亚前往匹兹堡与她会合。1910年，当沃克在印第安纳波利斯建立新基地时，阿莱莉亚在匹兹堡负责日常运营。1913年，阿莱莉亚还说服她母亲在纽约不断发展的哈莱姆社区建立了办公室和美容院；这成为了非裔美国人文化的中心。
1910年，沃克将企业迁至印第安纳波利斯，并在那里建立了C·J·沃克女士制造公司的总部。她最初购买了北西街（North West Street）640号的房屋和工厂。沃克后来设立了工厂、美发沙龙和美容学校，来培训她的销售代理，还增加了一个实验室来帮助研究。她还组建了一套管理班子，其中包括弗里曼·兰塞姆、罗伯特·布罗肯布尔、爱丽丝·凯利（Alice Kelly）和马乔里·乔伊纳等，来协助管理这家不断发展的公司。她公司的许多员工都是女性，包括关键的管理和员工岗位。

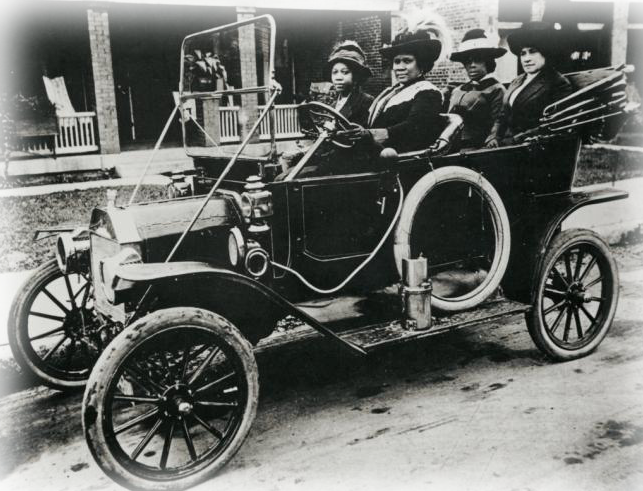
沃克女士和几位朋友在其汽车中，1911年

沃克的美发方法旨在通过使用她的产品，促进头发生长并调理头皮。该系列包括洗发水、据称能帮助头发生长的发蜡、用力梳头，以及用铁梳子梳头；该方法声称可以使无光泽、脆弱的头发变得柔软、茂盛。沃克的产品线有一些竞争对手。欧洲和美国其它公司都在生产类似的产品，其中包括她的主要竞争对手安妮·坦博·马龙的波罗系列（沃克从中得到了最初的配方），以及后来莎拉·斯宾塞·华盛顿的顶尖（Apex）系列。
1911至1919年间，是沃克职业生涯的鼎盛时期，沃克及其公司雇用了数千名女性作为其产品的销售代理。到1917年，该公司声称已培训了近20,000名女性。虽然一些消息来源称，这些女性身着特别的制服——白衬衫、黑裙子、携黑包，但沃克美容学校的手册中没有任何内容能证实这一点。也有人写道，这些代理专注于在美国各地和加勒比地区上门推销。她们提供沃克的发蜡和其它产品，这些产品装在锡制容器中，上面还带有她的形象。但更常见的情况是，沃克的美女文化使者在自己家中和美容院展示她们的产品，因为她们需要水源来展示如何使用产品。沃克明白广告和品牌知名度的力量。沃克除了经常出差推销其产品外，还大量投放广告，主要是在非裔美国人的报纸杂志上，这使得沃克及其产品在美国广为人知。
除了销售和美容方面的培训外，沃克还向其他黑人女性传授如何制定预算和开展自己的生意，并鼓励她们实现经济独立。1917年，受全国有色人种妇女俱乐部协会模式的启发，沃克开始将其销售代理们组织到州和地方的俱乐部中，并在此基础上成立了C·J·沃克女士代理商全国美容文化使者和慈善协会（National Beauty Culturists and Benevolent Association of Madam C. J. Walker Agents）。该协会后改为C·J·沃克女士美容文化使者美国联盟（Madam C. J. Walker Beauty Culturists Union of America）。
其第一届年会于1917年夏天在费城召开，有200名与会者。据信，这次会议是第一批由女性企业家讨论商业的全国性聚会之一。大会期间，沃克向销售产品最多的，和引入新销售代理最多的女性颁了奖。她还奖励了那些为社区慈善事业做出了最大贡献的人。
沃克去世后，她的名字在1920年代变得更加广为人知，其公司的业务市场也从美国扩展到古巴、牙买加、海地、巴拿马和哥斯达黎加。

## 行动主义和慈善事业

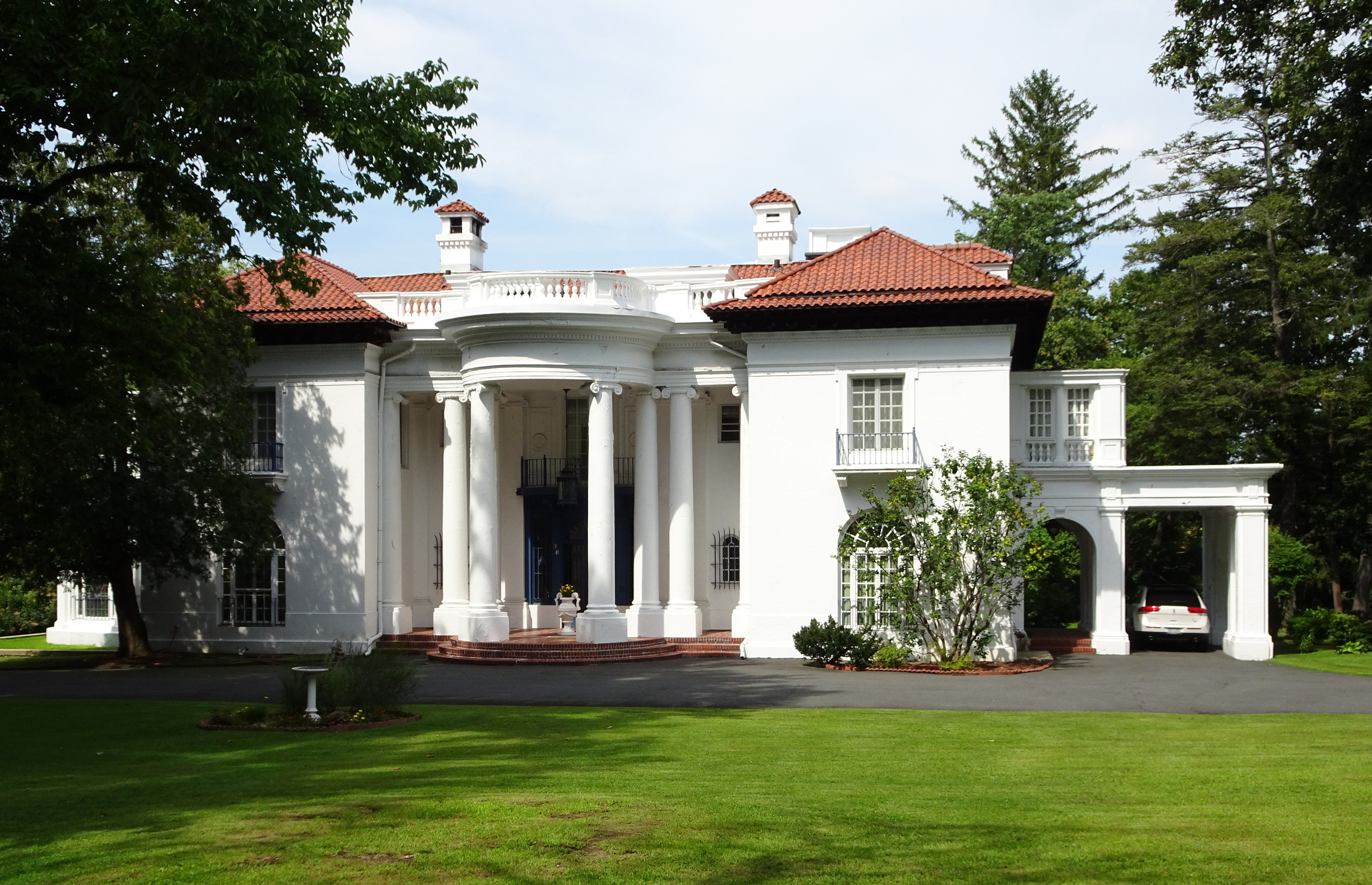
沃克位于纽约州欧文顿百老汇67号的家

随着沃克财富的增加和知名度的提高，她更加直言不讳地表达自己的观点。1912年在全国黑人商业联盟（NNBL）的年会上，沃克在会议厅发表讲话称：“我是一名来自南方棉田的女性。在那里，我被提拔到洗衣房。在那里，我被提拔到厨房。在那里，我将自己提拔到美发用品及制剂的制造行业。我在自己的地盘上建了自己的工厂。”第二年，她作为主讲人在演讲台上向大会观众发表了讲话。
她帮助筹集资金，在印第安纳波利斯的黑人社区建立基督教青年会（YMCA）的分会，承诺为参议院大道（Senate Avenue）YMCA的建设基金提供1,000美元。沃克还向塔斯基吉研究所捐赠奖学金。她还资助过：印第安纳波利斯的弗兰纳故居和伯特利AME教堂；位于佛罗里达州代托纳比奇的玛丽·麦克劳德·白求恩代托纳黑人女子教育和工业学校（即后来的白求恩-库克曼大学）；北卡罗来纳州的帕尔默纪念研究所；以及佐治亚州的海恩斯师范与工业学院。沃克也是艺术赞助人。。
大约1913年，沃克的女儿阿莱莉亚搬到了哈莱姆的一栋新联排别墅。1916年，沃克也搬到了纽约，并将公司的日常运营交给了印第安纳波利斯的管理团队。1917年，沃克委托纽约市第一位获得执照的黑人建筑师、阿尔法·菲·阿尔法兄弟会的创始会员维尔特纳·伍德森·坦迪，为她在纽约州欧文顿设计住宅。沃克希望将耗资25万美元建造的勒瓦罗别墅，打造成社区领袖的聚集地，并激励其他非裔美国人追求自己的梦想。她在1918年5月搬进了这所房子，并举行了一场仪式，来祝贺当时美国战争部的黑人事务助理部长埃米特·杰·斯科特。
搬到纽约后，沃克更多地参与了政治事务。她在强大的黑人机构主办的会议上，就政治、经济和社会问题发表演讲。她的朋友和同道包括布克·T·华盛顿、玛丽·麦克劳德·白求恩和W·E·B·杜波依斯。一战期间，沃克是黑人战争救济组织（Circle For Negro War Relief）的领导人，她主张为黑人军官建立训练营。1917年，她加入了全国有色人种协进会（NAACP）纽约分会的执行委员会，该协会在纽约市第五大道组织了无声抗议游行。这次公开示威吸引了8000多名非裔美国人，他们抗议在东圣路易斯造成39名非裔美国人死亡的骚乱。此外，从1917年直至她去世，她一直是哈莱姆YWCA管理委员会的成员，影响着该组织对年轻女性美容技能培训的发展。
沃克从其业务利润中拿出很大一部分，贡献给了政治和慈善事业。1918年，全国有色人种妇女俱乐部协会（NACWC）表彰了沃克，因为在保护阿纳科斯蒂亚的弗雷德里克·道格拉斯故居的项目中，她的捐赠是最大一笔个人捐款。沃克在1919年去世前，承诺向NAACP的反私刑基金捐款5,000美元（约相当于2019年的77,700美元）。这是当时NAACP收到过的最大一笔个人捐款。沃克向孤儿院、机构和个人遗赠了近10万美元；她在遗嘱中，将其遗产的未来净利润的三分之二捐献给了慈善机构。

## 去世与遗产

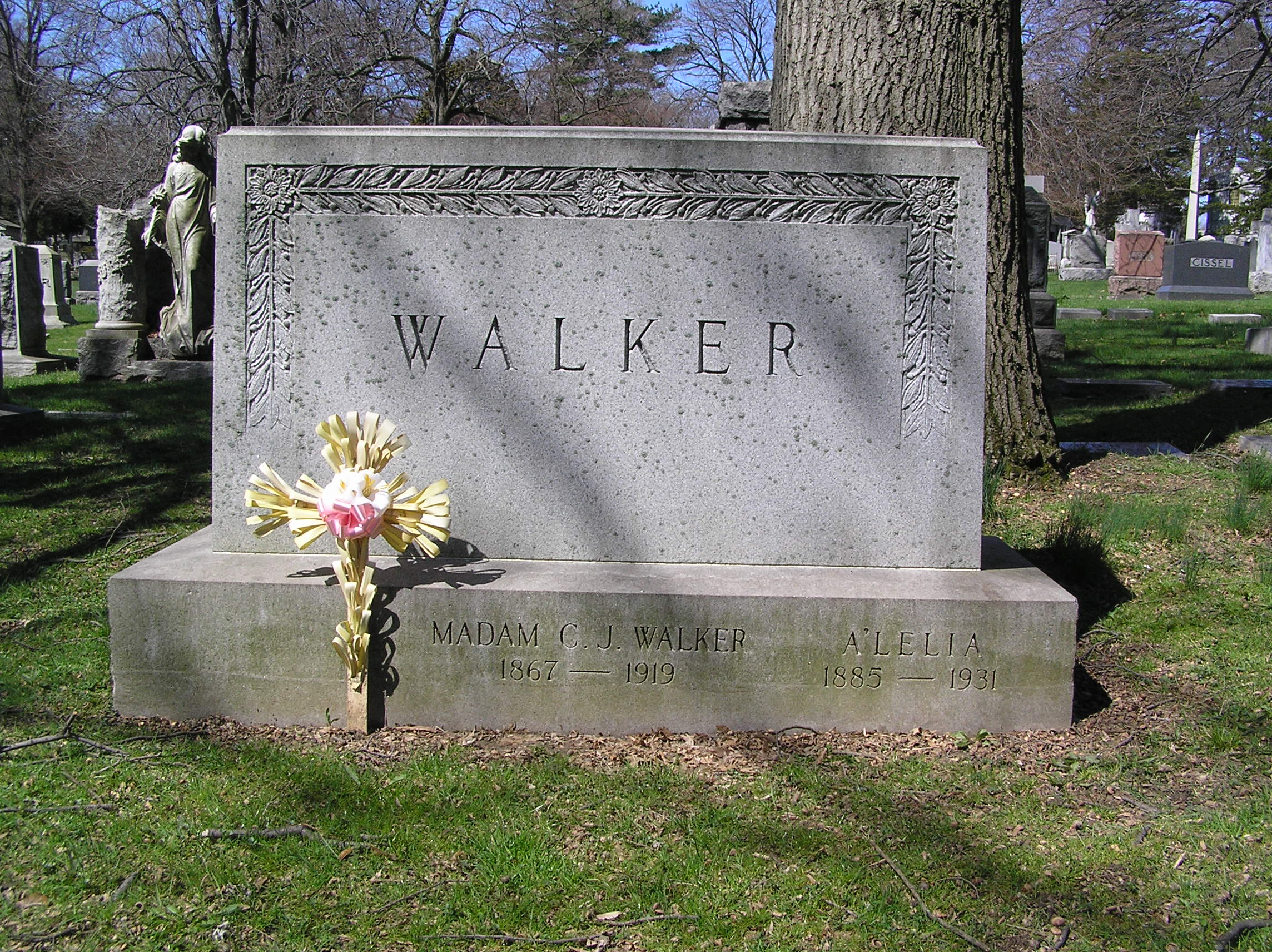
C·J·沃克女士之墓

1919年5月25日，沃克因肾衰竭和高血压并发症去世，享年51岁。沃克的遗体安葬在纽约市布朗克斯的伍德劳恩公墓。
沃克去世时，其身价被认为在50万至100万美元之间。她是当时最富有的非裔美国女性。据《纽约时报》上沃克的讣告称：“两年前（1917年），她自己说，她还不是百万富翁，但希望有一天能成为百万富翁，不是她自己想要钱，而是想用钱来做一些事情。”讣告还说，同年，她价值25万美元的豪宅，在欧文顿的哈德逊河畔竣工。她女儿阿莱莉亚·沃克后来成为了C·J·沃克女士制造公司的总裁。
沃克的个人文件被保存在印第安纳波利斯的印第安纳历史学会。她还有两处遗产被列入了国家史迹名录：一处是位于纽约州欧文顿的勒瓦罗别墅，另一处是位于印第安纳波利斯的沃克女士遗产中心。1932年阿莱莉亚·沃克去世后，勒瓦罗别墅被卖给了一个名为“美国森林伙伴”（the Companions of the Forest in America）的兄弟组织。该别墅于1979年被列入国家史迹名录。国家历史保护信托基金已将这处私人地产指定为国宝。
位于印第安纳波利斯的沃克制造公司总部大楼于1927年12月启用，后更名为沃克女士剧院中心（Madame Walker Theatre Center）。它包括公司的办公室和工厂，还有剧院、美容学校、美发沙龙和理发店、餐厅、药店，以及一个社区舞厅。该建筑于1980年被列入国家史迹名录。
亚特兰大有一座专门纪念沃克的博物馆，以及历史悠久的WERD广播电台。这座博物馆成立于2004年，位于以前C·J·沃克女士美容店（Madam C. J. Walker Beauty Shoppe）的旧址。
2006年，剧作家兼导演雷吉娜·泰勒创作了《莎拉·布里德洛夫的梦想》（Dreams of Sarah Breedlove），讲述了沃克的奋斗史和成功史。该剧在芝加哥古德曼剧院首演。女演员L·斯科特·考德威尔在剧中饰演沃克。
2022年1月31日，联合利华旗下的日晷牌（Sundial Brands），推出了11款C·J·沃克女士的女士（MADAM）品牌的新产品，并在沃尔玛独家销售。这些产品取代了护肤护发公司日晷牌与丝芙兰合作、于2016年3月4日推出的产品线，以纪念沃克的传奇。该产品线取名“C·J·沃克女士美容文化”（Madam C. J. Walker Beauty Culture），包含四个系列，专注于使用天然成分来护理不同类型的头发。

### 电视剧
2020年，女演员奥克塔维亚·斯宾塞答应在一部电视剧中饰演沃克，该剧改编自沃克玄孙女阿莱莉亚·邦德尔斯撰写的沃克传记《在她自己的土地上》（On Her Own Ground）。该系列名为《白手起家：C·J·沃克女士的一生带来的启示》。对该剧的评论褒贬不一，部分原因是故事情节不够准确，这更像一部虚构作品，而非真实的传记。在剧中，安妮·马龙变成了反派，名为艾迪·梦露（Addie Monroe），是另一位白手起家的黑人女性百万富翁，而沃克的女儿也变成了同性恋，这些都令观众感到不满。传记作家阿莱莉亚·邦德尔斯在《Netflix〈白手起家〉遭自残》（Netflix's Self-Made Suffers from Self-Inflicted Wounds）中提到了制作《白手起家》的幕后经历。

### 记录片
1987年，小斯坦利·纳尔逊拍摄了纪录片《两块钱和一个梦》（Two Dollars and a Dream），这是第一部记录沃克一生的电影。纳尔逊的外祖父弗里曼·B·兰塞姆（Freeman B. Ransom）是沃克女士的律师兼沃克公司的总经理，因此纳尔逊能够查到沃克公司的原始记录，以及沃克公司以前的员工，并在1980年代采访了他们。

## 纪念
有些奖学金和奖项是以沃克的名字命名的：
- C·J·沃克女士商业和社区认可奖（Madam C. J. Walker Business and Community Recognition Awards）由百名黑人妇女全国联盟（英语：National Coalition of 100 Black Women）奥克兰/湾区分部赞助。一年一度的午餐会旨在纪念沃克，并向社区中的杰出女性颁发奖学金。[43]
- 精神奖（Spirit Awards）赞助了印第安纳波利斯的沃克女士剧院中心。这个一年一度的奖项，是为了纪念沃克而设立的，自2006年以来一直在奖励企业家精神、慈善事业、公民参与和艺术领域的全国领袖。颁发给个人的奖项包括C·J·沃克女士遗产奖，以及年轻企业家和遗产奖。[44]

1993年在纽约州塞内卡瀑布城，沃克入选了国家女性名人堂。1998年，美国邮政署发行了沃克女士纪念邮票，作为其黑人遗产系列的一部分。2022年，美泰发布了C·J·沃克女士的芭比娃娃，作为其鼓舞人心的女性（Inspiring Women）娃娃系列的一部分。

## 扩展阅读

### 成年非小说
- Freeman, Tyrone McKinley.  [C·J·沃克女士的捐赠福音：种族隔离期间黑人女性的慈善事业]. 伊利诺伊大学出版社. 2020. ISBN 978-0-252-08535-2 （英语）.
- 阿莱莉亚·邦德尔斯.  [沃克女士剧院中心：印第安纳波利斯的瑰宝]. Images of America. 查尔斯顿 (南卡罗来纳州): 阿卡迪亚出版公司（英语：Arcadia Publishing）. 2013. ISBN 978-1-4671-1087-7 （英语）.
- Sullivan, Otha Richard; 詹姆斯·哈斯金斯（英语：James Haskins） (编).  [C·J·沃克女士（1867—1919）]. 旧金山: 乔西-巴斯. 2002: 25—30. ISBN 9780471387077 （英语）.

### 青少年非小说
- 阿莱莉亚·邦德尔斯.  [关于C·J·沃克女士的一切]. 印第安纳波利斯: Blue River Press. 2018. ISBN 9781681570938 （英语）.
- 阿莱莉亚·邦德尔斯.  [C·J·沃克女士：企业家]. Black Americans of Achievement Legacy. 纽约: Chelsea House（英语：Infobase）. 2008. ISBN 978-1-60413-072-0 （英语）.
- 彭妮·科尔曼（英语：Penny Colman）.  [C·J·沃克女士：建立商业帝国]. Gateway Biography. 布鲁克菲尔德 (康涅狄格州): The Millbrook Press. 1994. ISBN 9781562943387 （英语）.

### 成年小说
- 塔那那利佛·丢（英语：Tananarive Due）.  [黑玫瑰：美国第一位女黑人百万富翁C·J·沃克女士的戏剧性故事]. 百龄坛图书. 2000. ISBN 978-0-345-44156-0 （英语）.